# Lilium henrici
Lilium henrici (em chinês: 墨江百合) é uma espécie de planta com flor, pertencente à família Liliaceae.
A planta é nativa das províncias de Sichuan e Yunnan da República Popular da China.